# Прапор Масандри
Пра́пор Маса́ндри затверджено 7 травня 2007 рішенням Масандринської селищної ради.

## Опис
Прямокутне полотнище із співвідношенням сторін 2:3 розділене на чотири рівних прямокутних частини — синю, червону, червону і синю. У центрі — герб селища в жовтому картуші і з жовтою міською короною.